# Varronia eggersii
Varronia eggersii är en strävbladig växtart som först beskrevs av Kurt Krause, och fick sitt nu gällande namn av J.S.Mill. Varronia eggersii ingår i släktet Varronia och familjen strävbladiga växter. Inga underarter finns listade i Catalogue of Life.